# Водоспади Зимної Води

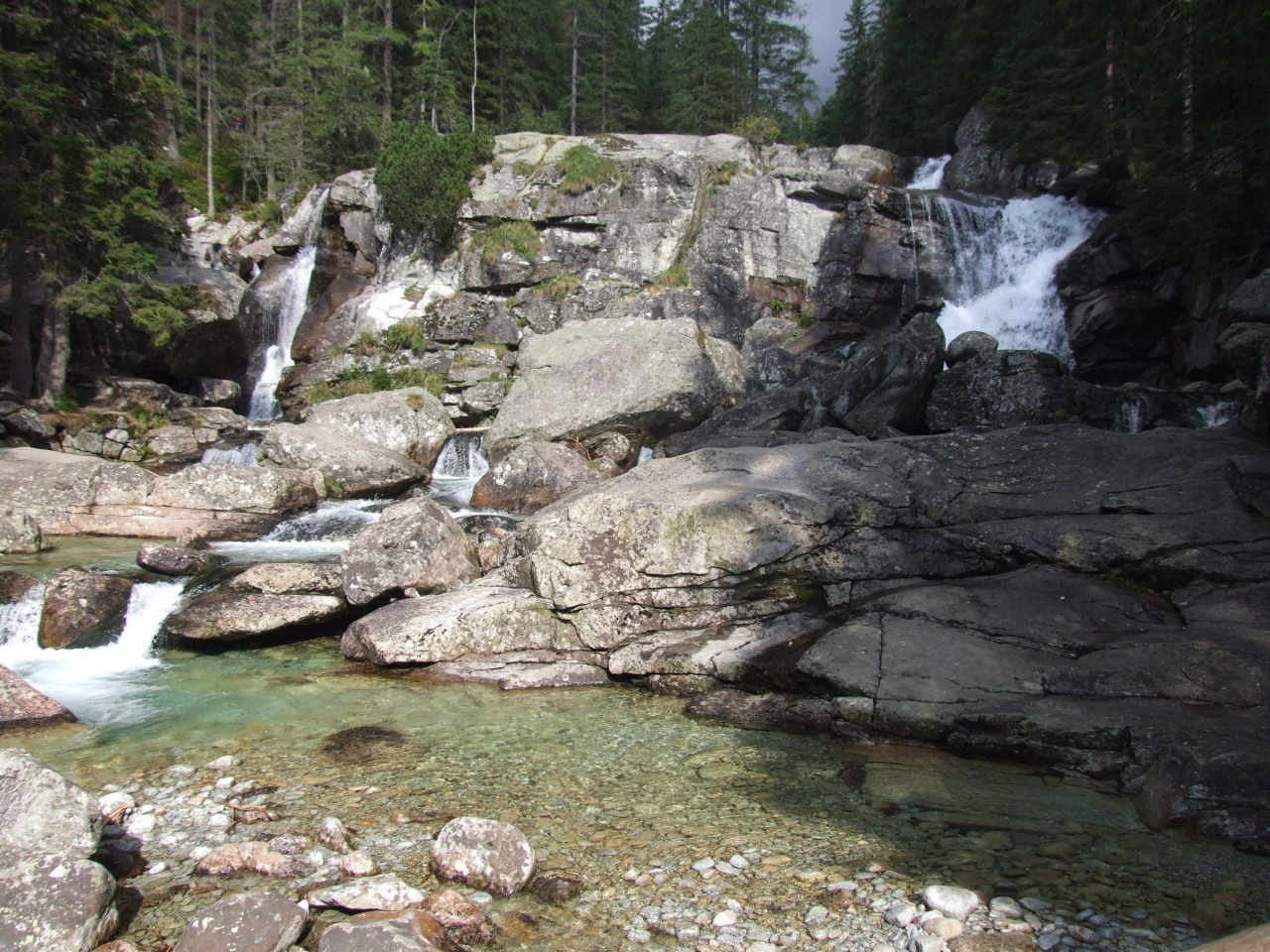

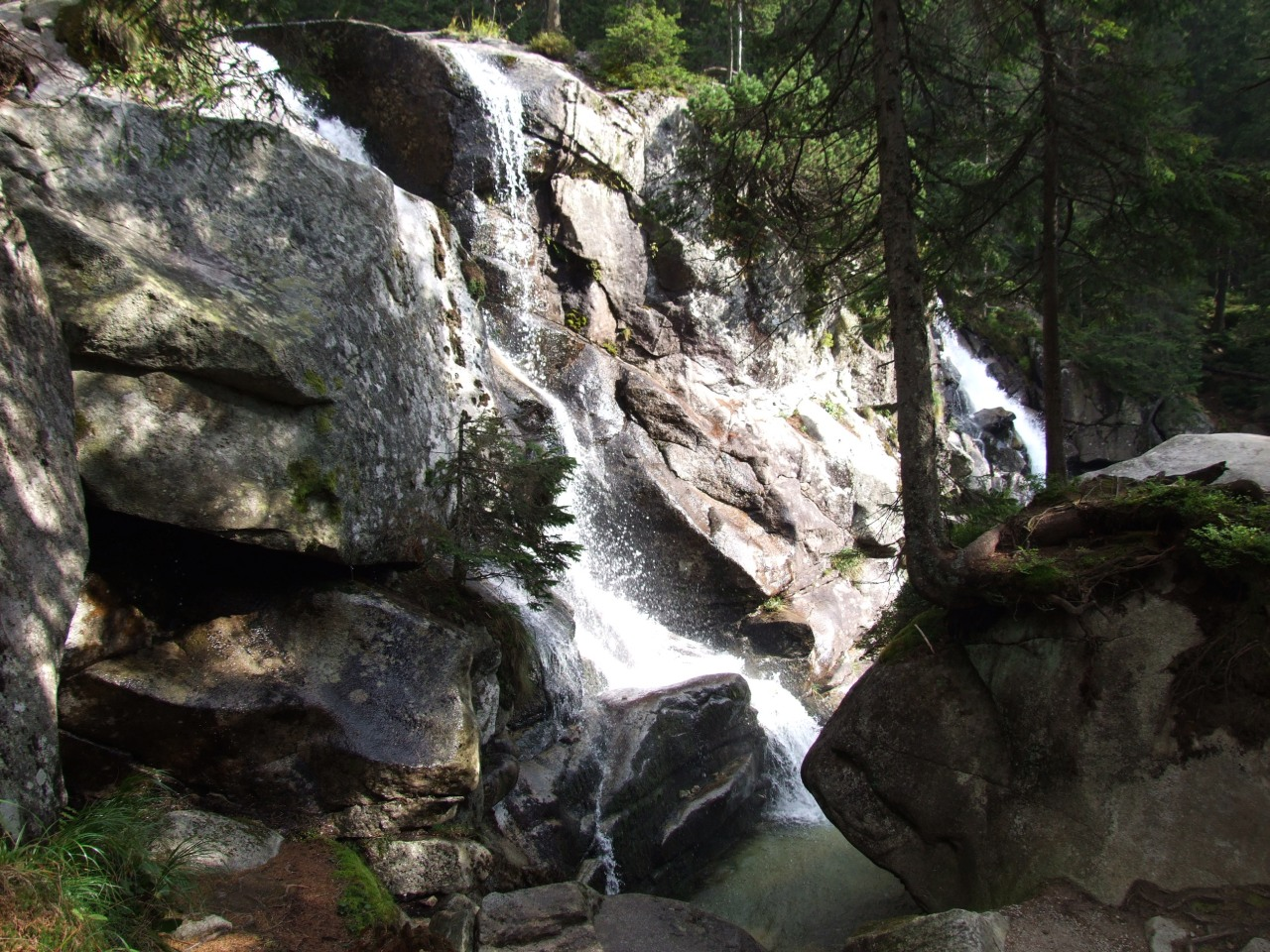

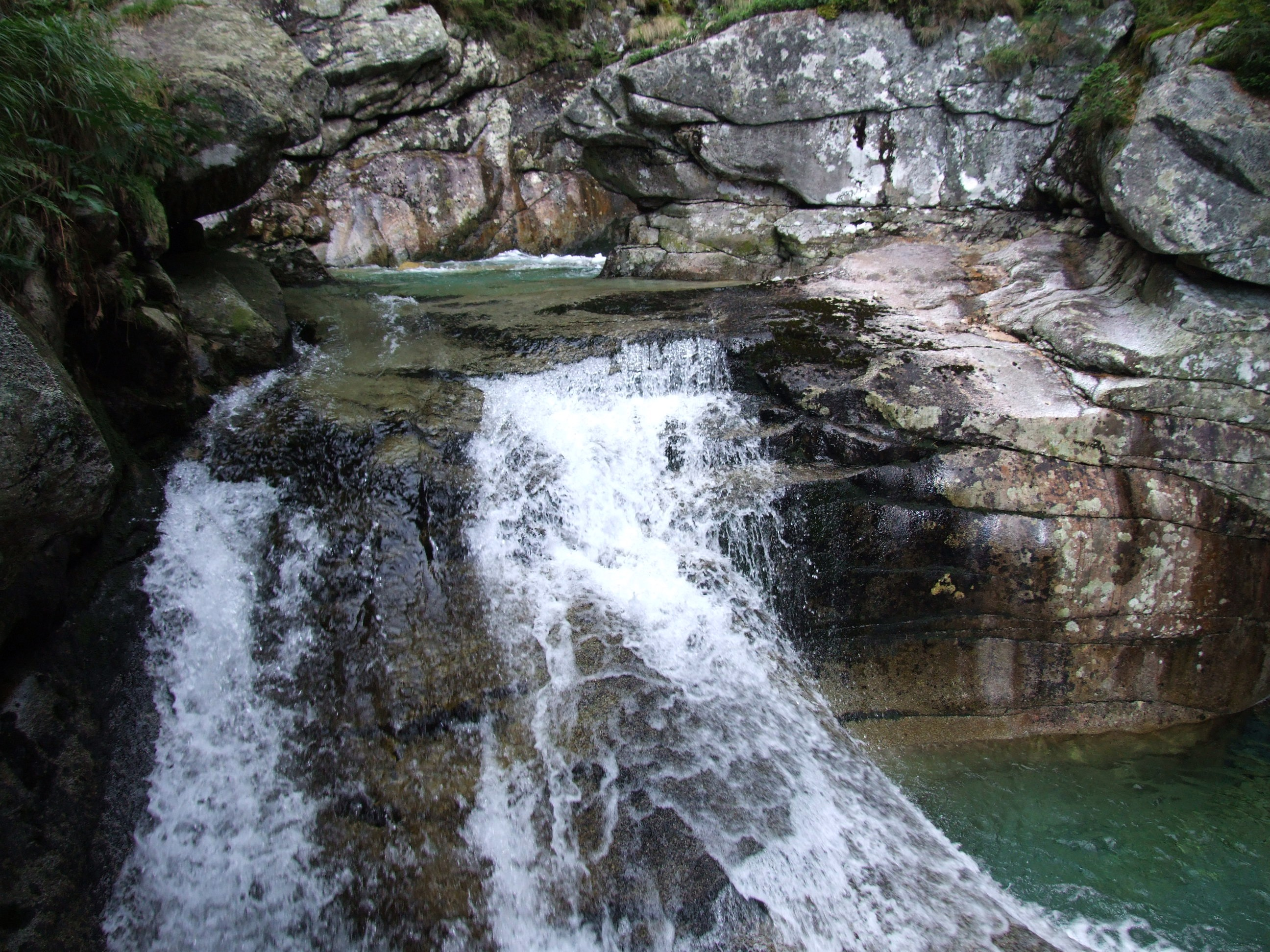

Водоспади Зимної Води (пол. Wodospady Zimnej Wody, словац. Vodopády Studeného potoka, словац. Studenovodské vodopády, нім. Kohlbach-Wasserfälle, угор. Tar-pataki-vízesések) — група водоспадів у долині Зимної Води у Словацьких Високих Татрах, трохи нижче стику долин Малої Зимної Води та Старолесної. Раніше ці водоспади називали також водоспадами Кольбах або просто Колбахамі — це було «спольщення» німецької назви Kaltbach, що означає «зимний, холодний потік». Версія Кольбах була найпоширенішою у спісконімецькім діалекті та її різних версіях на картах та в літературі, але існували назви Кольтбах, Каальбах, Кальбах, Кальбах та Кохльбах. Також використовувалася назва водоспад пол. Łysianek — вона була створена в результаті неправильного перекладу з німецької мови нім. Kalbach чи нім. Kahlbach.
Водоспади не високі (найвищий — 13 метрів), але потужні, створені на потрійному післяльодовиковому порозі долини потоком Зімна Вода. Водоспади були одним із найдавніших напрямків татранського туризму. Їх прославили пацієнти та туристи, відпочиваючи у поселенні Старий Смоковець. Для туристів, які відвідують їх, було побудовано перше сховище у Татрах Хата Райнера (зараз це вже не притулок, а буфет і музей носіїв).
Ці водоспади виступають на довжині близько 1,5 км, на висоті від 1153 до 1276 м над рівнем моря. 
По черзі знизу доверху то:
- Довгий водоспад (словац. Dlhý vodopád),
- Великий водоспад (словац. Veľký vodopád),
- Скритий водоспад (словац. Skrytý vodopád),
- Малий водоспад (словац. Malý vodopád).

Русло потоку Зімна Вода біля водоспадів заповнено великими гранітними колодами. Падаючи камені водоспаду вибили глибокі еволюційні котли в твердій гранітній скелі. В районі водоспадів часто зустрічається рідкісний вид птахів — звичайний плющ (кордусек). Біля водоспадів трапляються смертельні випадки, особливо під час фотографування.
Над водоспадом Зімна Вода на потоку Мала Зімна Вода є два інші водоспади. Більший з них, розташований в безпосередній близькості від червоної траси Магістралі Татраньської до Ломніцкого Ставу то Водоспад Гігант, нижче в лісі розташований менший Триразовий Водоспад. За деякими путівниками, вони також включені до водоспадів Зимної Води.

## Туристичні маршрути
В районі водоспадів Зімна Вода є вузол туристичних маршрутів:
 — блакитна стежка веде від Татранської Ломниці до Великого водоспаду, потім вгору до Зімна Вода до Райнерової Хати, а потім до долини Старолесна.
- Час переходу від Татранської Ломниці до Великого водоспаду: 1:45   год, ↓   1:30   год
- Час переходу від Великого водоспаду до притулку Збуйницькі в долині Старолесна: 2:30   год, ↓   2   год

 — зеленою стежкою від Старого Смоковеця через Смоковецьке сідло (Гребінок) до Довгого водоспаду і далі вздовж течії до Малого Водоспаду та Хати Райнера.
- Час переходу від Старого Смоковеця до Гребінка: 1   год, ↓   30   хв
- Час переходу від Гребінка до Хати Райнера: 35   хв. в обидві сторони

 — жовтий маршрут від Татранська Лешна, який проходить суворо вздовж течії до водоспаду Великий. 
- Час переходу: 1:40   год, ↓   1:25   год.